# Geert van der Weijst
Geert van der Weijst, né le 6 avril 1990, est un coureur cycliste néerlandais.

## Biographie
Il intègre l'équipe continentale Jo Piels le 1er août 2011 en tant que stagiaire puis en devient membre en 2012. Bon sprinteur, sa course favorite est le Tour de Gironde.
À la fin de la saison 2014, il signe un contrat en faveur de l'équipe continentale 3M. Il gagne le Circuit du Pays de Waes en 2015.

## Palmarès

### Palmarès sur route
Principaux résultats de van der Weijst entre 2010 et 2015 :
- 2010
  - Omloop van de Braakman
- 2011
  - 1re étape du Tour du Brabant flamand
  - 3e de l'Omloop van de Braakman
- 2012
  - 3e étape du Tour de Gironde
- 2013
  - Tour de Düren
  - 4e étape du Tour de Gironde
  - 3e étape du Kreiz Breizh Elites
- 2014
  - 1re étape du Tour du Loir-et-Cher
  - 2e étape de l'Olympia's Tour (contre-la-montre par équipes)
  - 5e étape du Tour de Gironde
- 2015
  - Circuit du Pays de Waes

### Classements mondiaux
| Année           | 2011   | 2012 | 2013 | 2014 |
| --------------- | ------ | ---- | ---- | ---- |
| UCI Europe Tour | 1 147e | 500e | 410e | 145e |